# Wyoming (condado de Lee, Illinois)
Wyoming está situado no Condado de Lee, Illinois. De acordo com o censo de 2010, sua população era de 1.376 pessoas e continha 589 unidades habitacionais.

## Geografia
De acordo com o censo de 2010, a cidade tem uma área total de 36 sq mi (93 km2), dos quais 35.98 sq mi (93.2 km2) é terra e 0.02 sq mi (0.052 km2) é água.